# Margaret Harwood

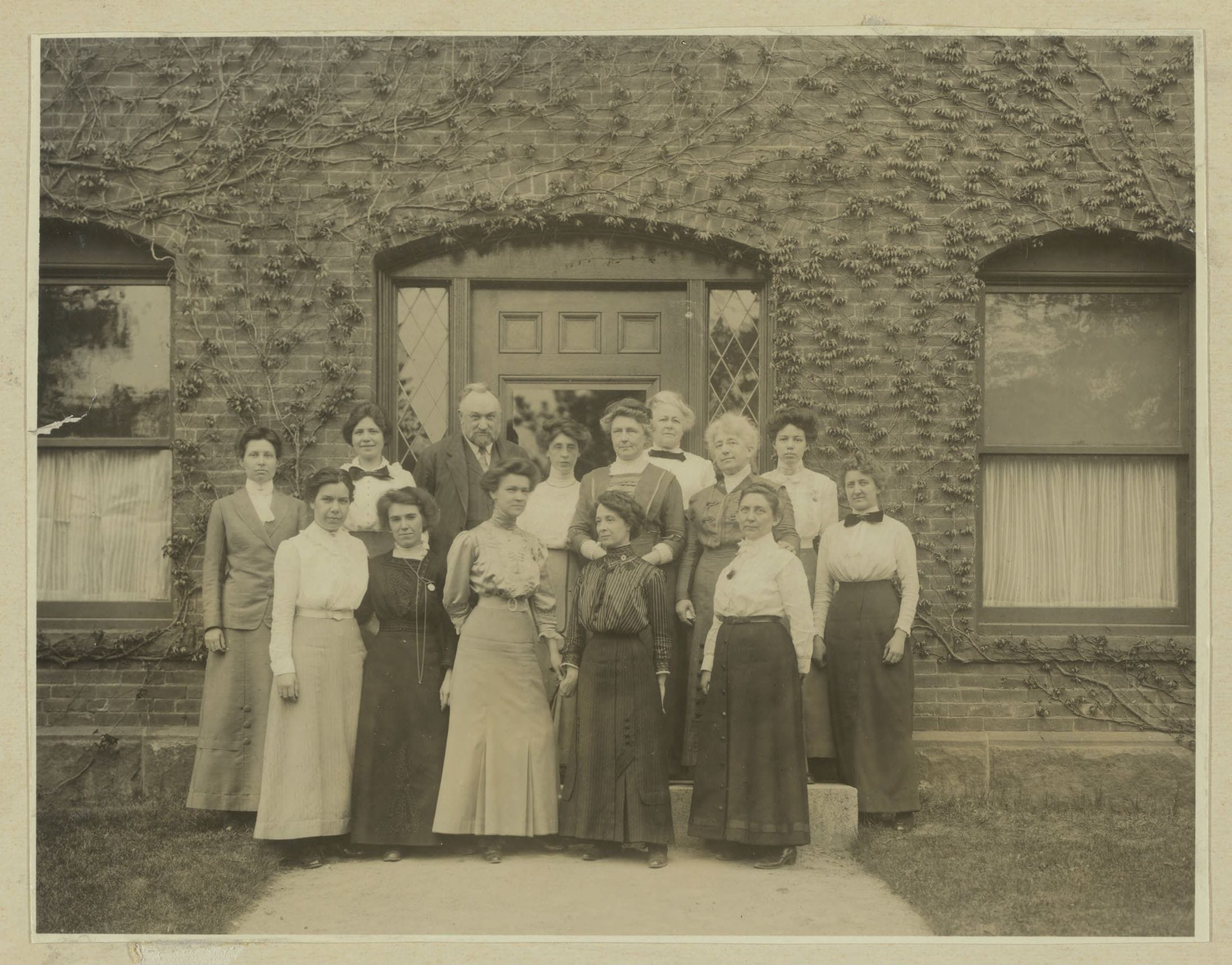
Fotografía de las Computadoras de Harvard. Margaret Harwood aparece a la izquierda del todo en la fila de atrás.

Margaret Harwood (19 de marzo de 1885 - 6 de febrero de 1979) fue una astrónoma estadounidense y la primera directora del Observatorio Maria Mitchell en Nantucket, Massachusetts, que se especializó en fotometría. Un asteroide descubierto en 1960 fue bautizado como 7040 Harwood en su honor.

## Vida y educación tempranas
Margaret Harwood nació en 1885 en Littleton (Massachusetts). Fue uno de los nueve hijos de Herbert Joseph Harwood y Emelie Augusta Green. Estudió en el Radcliffe College (donde fue miembro de Phi Beta Kappa) y se graduó en 1907. En 1916 recibió su maestría por la Universidad de California.

## Carrera
Tras graduarse de la universidad trabajó en el Observatorio del Harvard College. También enseñó en escuelas privadas en Boston, Cambridge y Dedham. En 1912, se le otorgó la beca astronómica del Observatorio Maria Mitchell de Nantucket, un pequeño observatorio construido en memoria de la primera mujer astrónoma de América. En 1916, fue nombrada directora del observatorio, y finalmente se retiró en 1957. Su campo particular era la fotometría, que mide la variación de la luz de las estrellas y los asteroides, especialmente el del pequeño planeta Eros. Como miembro de la American Astronomical Society y de la Real Sociedad Astronómica, Harwood mantuvo correspondencia con otros astrónomos y viajó ampliamente por Europa y los Estados Unidos.
Era una miembro devota de la Comunidad Unitaria, y trabajaba de forma voluntaria para el Hospital Nantucket Cottage, el Comité Escolar de Nantucket y la Cruz Roja de Nantucket. Durante la Segunda Guerra Mundial se dedicó a la enseñanza en el MIT; colaboró como asesora de los estudiantes; y sirvió como fideicomisaria del Hospital del Colegio de Nantucket.

## Logros
Su descubrimiento del asteroide (886) Washingtonia fue cancelado cuatro días antes de su reconocimiento formal. En aquella época, los mentores de Harvard consideraron inapropiado que las mujeres recibieran reconocimiento público por estos descubrimientos.

También fue la primera mujer en acceder al Observatorio del Monte Wilson, que era el observatorio más grande del mundo en ese momento.

## Fallecimiento
Está enterrada en el cementerio de Westlawn en Littleton.

## Honores
- Harwood fue la primera mujer en recibir un doctorado honorario por la Universidad de Oxford. En 1960, Cornelis Johannes van Houten y Ingrid van Houten-Groeneveld descubrieron 2542 P-L y fueron nombrados  Harwood  en honor a Margaret Harwood.
- En 1962, recibió el Premio Annie Jump Cannon.[4] Ganó la beca astronómica de mujeres de Nantucket Maria Mitchell Association[5]

## Eponimia
- En septiembre de 1960, el trío de científicos formado por Cornelis Johannes van Houten, Ingrid van Houten-Groeneveld y Tom Gehrels descubrieron un asteroide y lo nombraron rápidamente (7040) Harwood en su honor. Se encuentra en el cinturón principal de asteroides situado entre Marte y Júpiter.[2][6]

## Lecturas relacionadas
- Jane Lancaster (2004). Making Time: Lillian Moller Gilbreth, A Life Beyond "Cheaper by the Dozen". ISBN 9781555536121. Consultado el 10 de septiembre de 2012.
- Sweeper in the Sky: The Life of Maria Mitchell, First Woman Astronomer in America. Nantucket Maria Mitchell Association. 1959.
- A Scientific utpost: The First Half Century of the Nantucket Maria Mitchell Association. Nantucket Maria Mitchell Association. 1968.
- Shearer, Benjamin F.; Shearer, Barbara S. (1997). Notable Women in the Physical Sciences: A Biographical Dictionary. Westport, CT: Greenwood Press. pp. 176–178. ISBN 0-313-29303-1.